# Renia bipunctalis
Renia bipunctalis är en fjärilsart som beskrevs av William Schaus 1906. Renia bipunctalis ingår i släktet Renia och familjen nattflyn. Inga underarter finns listade.